# Bello, Colombia
Bello là một khu tự quản thuộc tỉnh Antioquia, Colombia. Thủ phủ của khu tự quản Bello đóng tại Bello Khu tự quản Bello có diện tích 149 ki lô mét vuông. Đến thời điểm ngày 28 tháng 5 năm 2005, khu tự quản Bello có dân số 264009 người.